# Література Намібії
Література Намібії розвивається англійською, німецькою мовами та африкаанс.

## Започаткування
Намібійська література опирається на багатий фольклор корінних народів: казки, прислів'я, міфи. Для міфології бушменів характерні зокрема: бик — повелитель дощу і Цагн — першопращур богомол. Цагн повелитель життя і смерті, він бачить у сні минуле і майбутнє. Від нього люди дізналися назви місцевостей, табу, ритуальні танці. У той же час Цагн комічний персонаж-трікстер: хтивий старий і бешкетник. У міфології готтентотів (нама) велику роль грає великий вождь і мисливець Хейтсі-Ейбіб, що має риси громовника, вмираючого і воскресаючого Бога. Йому протистоїть уособлення зла Гаунаб.
Цих персонажів згадує у своїх романах південно-африканський письменник Андре Брінк. Можна відзначити першопращура народу гереро Мукуру («дуже, дуже, старий») Мукуру і його дружина — перші люди вийшли зі священного дерева Омуборобонга. Мукуру встановив жертвоприношення, табу, ініціації, передав своїм нащадкам священне начиння. Верховним божеством народу дамара є Гамаб. Він живе «по той бік зірок» оточений духами предків-«гага». Бойову пісню народу гереро цитує у своїх «Зошитах з імперіалізму» Володимир Ленін. Казки та пісні народу овамбо перекладав російською мовою Юрій Іванович Горбунов.
Перші письмові пам'ятки, створені намібійцями, відносяться до початку позаминулого століття. Це листування, хроніки, збірки законів місцевих вождів (в основному голландською мовою). Серед них виділяються щоденникові записи Йонкера Африканера опубліковані в Кейптауні в 1929 році.
Уродженець нинішньої Ленінградської області Марци Раутанен створив писемність на мові ндонга і переклав нею Біблію. Існує релігійна та навчальна література мовою нама.

## Сучасний стан
Становлення сучасної літератури країни тісно пов'язана з боротьбою за незалежність від ПАР у 1960-1980-ті роки. Творчість авторів цього періоду представлено поезією, публіцистикою, автобіографіями політичних діячів. З поетів можна відзначити Мвулу Йа Нголу, Дж. Тобіса — їх вірші перекладені російською та німецькою мовами. Вони орієнтовані на африканського читача, з європейської поезії запозичена головним чином рима. Проза представлена, зокрема, мемуарами лідерів СВАПО: Джон Йа Отто «Поле битви — Намібія», Віньї Нанді «Розриваючи контракт» — видавалися в СРСР, вони дають певне уявлення про африканський устрій країни.
Перший намібійської роман «Народжений Сонцем», з історії кам'яного століття, Джозефа Дішо, також учасника руху проти апартеїду, вийшов у 1988 році в Нью-Йорку. Наступний твір цього автора «Розсіяний Вотерс» з'явився в 1993 році у Віндгуку. До цієї книжки надходили в країну в основному із-за кордону.
Перший президент країни Сем Нуйома видав у 2001 році спогади: «Там де інші затремтіли…», що містять, зокрема, розповіді про зустрічі автора з радянськими політичними діячами, наприклад з Михайлом Горбачовим, Андрієм Громико. Опублікував автобіографію в 2015 році також багаторічний суперник Нуйома засновник Демократичного альянсу Турнхалле, адміністратор-губернатор країни в колоніальну епоху Дік Мадж.
Габріела Любовськи написала роман «На твердій землі» про свого чоловіка Антона Любовськи — білого захисника прав чорного населення. Антон Любовськи був освіченою людиною. Знав твори Олександра Пушкіна, Федора Достоєвського, Льва Толстого, АнтонаЧехова, Йоганна Гете, Генріха Гейне, Джорджа Байрона, Віктора Гюго. Із сучасних поетів можна назвати Христину Ворнер, Доріан Хаархофа, який тісно пов'язаний з ПАР.

## Намібія в інших літературах
Намібія згадується або є місцем дії багатьох творів російських, західноєвропейських або південно-африканських письменників. Зокрема в «Цусіма» Олексія Новікова-Прибоя, «Лезо бритви» Івана Єфремова (описаний «Берег скелетів»), «Вибір зброї» Олександра Проханова (одним з головних героїв є Сем Нуйома), Вілбура Сміта «Мисливці за алмазами», Вільяма Малвігілла «В пісках Калахарі», «Веселка земного тяжіння» Томаса Пінчона. Вірш «Дамара. Готентотська космогонія» написав Микола Гумільов.
Тема Південно-Західної Африки займає важливе місце у німецькій літературі. Зокрема у творчості Ганса Грімма, якого називали німецьким Кіплінгом і чиї твори відіграли важливу роль у формуванні ідеології нацизму. Віндгук, а також повстання нама і гереро згадуються в написаному в Радянському Союзі автобіографічному романі «Прощання» поета-комуніста, автора гімну НДР Йоганеса Р. Бехера.